# Schrätzer
Der Schrätzer (Gymnocephalus schraetser, auch Schratz genannt) ist eine Süßwasserfischart aus der Familie der Echten Barsche (Percidae).

## Merkmale
Der Schrätzer hat einen messinggelben, gestreckten Körper, Kopf und Rücken zeigen einen grünlichen Ton. Ein weiteres Merkmal des Schrätzers sind seine kleinen Kammschuppen. Sein Maul ist unterständig, seine Kiemendeckel sind spitzauslaufend und mit je einer Dorne bedeckt. Der Körper ist mit drei bis vier schmalen, unterbrochenen dunklen Längsstreifen bedeckt. Die Schwanzflosse ist leicht gegabelt und mit dunklen Punktreihen versehen. Er besitzt zwei verbundene Rückenflossen, wobei die erste Flosse vor dem Bauchflossenansatz beginnt. Schrätzer sind meist 15 bis 25 cm lang, maximal 30 cm. Dabei beträgt das Gewicht bis zu 250 Gramm.

## Verbreitung und Lebensraum
Schrätzer kommen ausschließlich in der Donau und einigen ihrer Nebenflüssen vor. Der Schrätzer lebt am Gewässergrund größerer Fließgewässer in sandig-kiesigen Bereichen. Aufgrund der starken Strömung und der großen Wassertiefe in diesen Bereichen ist eine genaue Erfassung der Bestände sehr schwierig.

## Fortpflanzung
Der Schrätzer gehört zu den Frühjahrslaichern, seine Laichzeit reicht von April bis Mai. Zum Laichen sucht er tiefe und überströmte Kiesbänke auf. Dabei haften die Fische den klebrigen Laich in Laichschnüren an versunkenes Astwerk und an Steine. Der Milchner (männlicher Fisch) fällt in der Laichzeit durch einen glänzenden und kontrastreichen Körper auf. Die verstärkte Sedimentation von Schwebstoffen beeinträchtigt nachweislich die Fortpflanzung des Schrätzers.

## Lebensweise
Schrätzer leben in kleineren Gruppen in tiefen Bereichen des Gewässers und ziehen bei Dunkelheit in flachere Gebiete. Sie ernähren sich von Kleintieren wie Insektenlarven, Kleinkrebsen, Weichtieren oder auch von Fischlaich.

## Status
Der Schrätzer ist den Anhängen II und V der Fauna-Flora-Habitat-Richtlinie gelistet. Die Schrätzer sind zusätzlich aufgrund des Fischereirechtes ganzjährig geschont.